# Беноа Шејру
Беноа Шејру (фр. Benoît Cheyrou; Сирен, 3. мај 1981) је француски бивши фудбалер.
Играо је на позицији централног везног а често је деловао и као дубоко лежећи плејмејкер одмах иза напад. Био је познат по својој визији, дистрибуцији лопти и асистенцијама. Представљао је Француску до 19, до 20 и до 21 године. Његов старији брат је бивши играч Ливерпула и актуелни спортски новинар Бруно Шејру. Беноа Шејру је позван у А тим 25. фебруара 2010. године, али за разлику од старијег брата, током своје играчке каријере никада није дебитовао за А тим.